# Volné dílo
Volné dílo je takové autorské dílo, jehož majetková autorská práva nejsou chráněna. Nejčastějším případem volného díla je takové autorské dílo, u kterého již doba ochrany vypršela (tzn. např. uplynulo více než 70 let od smrti posledního autora). Kromě takových volných děl existují i další druhy děl, která jsou vyjmuta z autorskoprávní ochrany již od jejich vzniku. S pojmem volného díla souvisí také volná užití, kdy i jinak chráněné dílo lze za jistých podmínek využívat i bez souhlasu autora.
Volné autorské dílo může každý volně využívat, pouze musí být dodrženy podmínky, že si nikdo nesmí osobovat autorství díla, využitím se nesmí snižovat hodnota díla a musí být uveden autor (je-li znám a je-li to obvyklé).

## Doba ochrany autorských práv
Majetková práva trvají:
1. Obecně po dobu života autora a 70 let po jeho smrti.
2. U díla spoluautorů se doba trvání počítá od smrti posledního žijícího autora.
3. U děl anonymních a pseudonymních, případně u díla kolektivního, kde nejsou autoři označeni, trvají práva 70 let od oprávněného zveřejnění. Pokud je však pravé jméno autora známo (resp. u díla kolektivního jsou autoři označeni), postupuje se podle bodů 1 a 2.
4. Doba trvání majetkových práv k audiovizuálnímu dílu se počítají od smrti poslední žijící osoby z následujících: režisér, scenárista, autor dialogů, skladatel původní hudby.
5. U díla zveřejňovaného ve svazcích či dílech se okamžik zveřejnění uvažuje pro každý díl nezávisle.
6. Pokud někdo zveřejní dosud nezveřejněné dílo, ke kterému doba ochrany vypršela, získává majetková práva ve stejném rozsahu, v jakém by je získal autor, avšak v trvání 25 let od zveřejnění.

Doba se vždy počítá od prvního dne roku následujícího po roce, ve kterém došlo k rozhodné události.

## Výjimky z ochrany
Z autorskoprávní ochrany jsou ve veřejném zájmu už od vzniku vyjmuty některé druhy autorských děl. Taková díla vůbec nejsou autorským právem chráněna. Mezi takové výjimky patří:
- Úřední díla – např. právní předpisy, rozhodnutí, veřejné listiny, včetně úředních návrhů takových děl, obecní kroniky, státní symboly apod.
- Výtvory tradiční lidové kultury, není-li obecně známo pravé jméno autora a nejedná-li se o dílo anonymní či pseudonymní. Taková díla lze užívat pouze způsobem, který nesnižuje jejich hodnotu.

V této souvislosti je vhodné podotknout, že např. myšlenka, postup, princip, matematický vzorec apod. se samy o sobě vůbec nepovažují za autorské dílo, tudíž žádné autorskoprávní ochraně nepodléhají.

## Volné užití
Za některých podmínek lze chráněné autorské dílo užít i bez souhlasu autora, neboť se z hlediska zákona nejedná o užití díla. Sem patří například:
- Užití pro osobní potřebu (neplatí pro rozmnožování počítačového programu, elektronické databáze, stavbu dle architektonického díla a pořízení záznamu audiovizuálního díla při jeho provozování ze záznamu nebo jeho přenosu).
- Dočasné vyrobení kopie autorského díla při předvádění televizoru, počítače, kopírky apod. zákazníkovi při prodeji.
- Kopírování tiskového díla (s výjimkou partitury hudebního díla) v copycentru apod.

### Bezúplatné zákonné licence
Zákon také umožňuje některá specifická využití díla, která nejsou považována za zasahování do cizích práv. Sem patří např.:
- Citace – každý může ve svém díle v odůvodněné míře citovat výňatky z cizích zveřejněných děl, pokud uvede zdroj (jméno, název díla a pramen).
- Užití díla trvale umístěného na veřejném prostranství – je např. dovoleno fotografovat veřejně umístěnou sochu či stavbu a tuto fotografii dále šířit.
- Úřední a zpravodajská licence – dílo je možné využít při zpravodajství o aktuální události apod.
- Užití při občanském a náboženském obřadu či školním představení – dílo je v těchto případech dovoleno využívat pro nevýdělečné účely.
- Knihovny, archívy apod. – mohou vyrábět pro svoje účely rozmnoženiny a díla půjčovat a pronajímat, jsou však povinny platit stanovené poplatky.

## Public domain
Zvláště v oblasti software se některá díla označují anglickým termínem public domain. Tento pojem znamená, že autor díla se rozhodl, že dovolí svoje dílo volně užívat, bez nároku na další ochranu díla. V českém právním systému se nikdo nemůže vzdát svých (autorských) práv, je pouze možné nabídnout veřejnosti bezúplatnou licenci na libovolné užití díla a nad rámec toho předpokládat, že autor, který svoje dílo takto označil, se svých dalších práv nebude domáhat. (Kde není žalobce, není soudce.)